# Blanka Kiss
Blanka Kiss (Esztergom, 22 de junio de 1996) es una deportista húngara que compite en piragüismo en la modalidad de aguas tranquilas.
Ganó cuatro medallas en el Campeonato Mundial de Piragüismo entre los años 2019 y 2023, y cinco medallas en el Campeonato Europeo de Piragüismo entre los años 2021 y 2025.

## Palmarés internacional
| Campeonato Mundial | Campeonato Mundial       | Campeonato Mundial | Campeonato Mundial |
| Año                | Lugar                    | Medalla            | Competición        |
| ------------------ | ------------------------ | ------------------ | ------------------ |
| 2019               | Szeged (Hungría)         | Medalla de bronce  | K2 200 m           |
| 2021               | Copenhague (Dinamarca)   | Medalla de plata   | K2 200 m           |
| 2022               | Halifax (Canadá)         | Medalla de oro     | K2 200 m           |
| 2023               | Duisburgo (Alemania)     | Medalla de bronce  | K2 200 m           |
| Campeonato Europeo |                          |                    |                    |
| Año                | Lugar                    | Medalla            | Competición        |
| 2021               | Poznań (Polonia)         | Medalla de bronce  | K2 200 m           |
| 2022               | Múnich (Alemania)        | Medalla de oro     | K2 200 m           |
| 2022               | Múnich (Alemania)        | Medalla de bronce  | K4 500 m           |
| 2024               | Szeged (Hungría)         | Medalla de oro     | K2 200 m           |
| 2025               | Račice (República Checa) | Medalla de bronce  | K2 500 m           |